# Mataram (stad)
Mataram is een stadsgemeente in Indonesië, gelegen op het eiland Lombok. Het is de hoofdstad van de provincie West-Nusa Tenggara.
Het vliegveld voor Mataram is de in Oost-Lombok gelegen Internationale Luchthaven Lombok.

## Onderdistricten
Mataram kent zes onderdistricten:
1. Ampenan
2. Sekarbela
3. Mataram
4. Selaparang
5. Cakranegara
6. Sandubaya

## Geboren
- Emil Audero (18 januari 1997), Italiaans voetballer